# Pfarrkirche Aschau im Zillertal

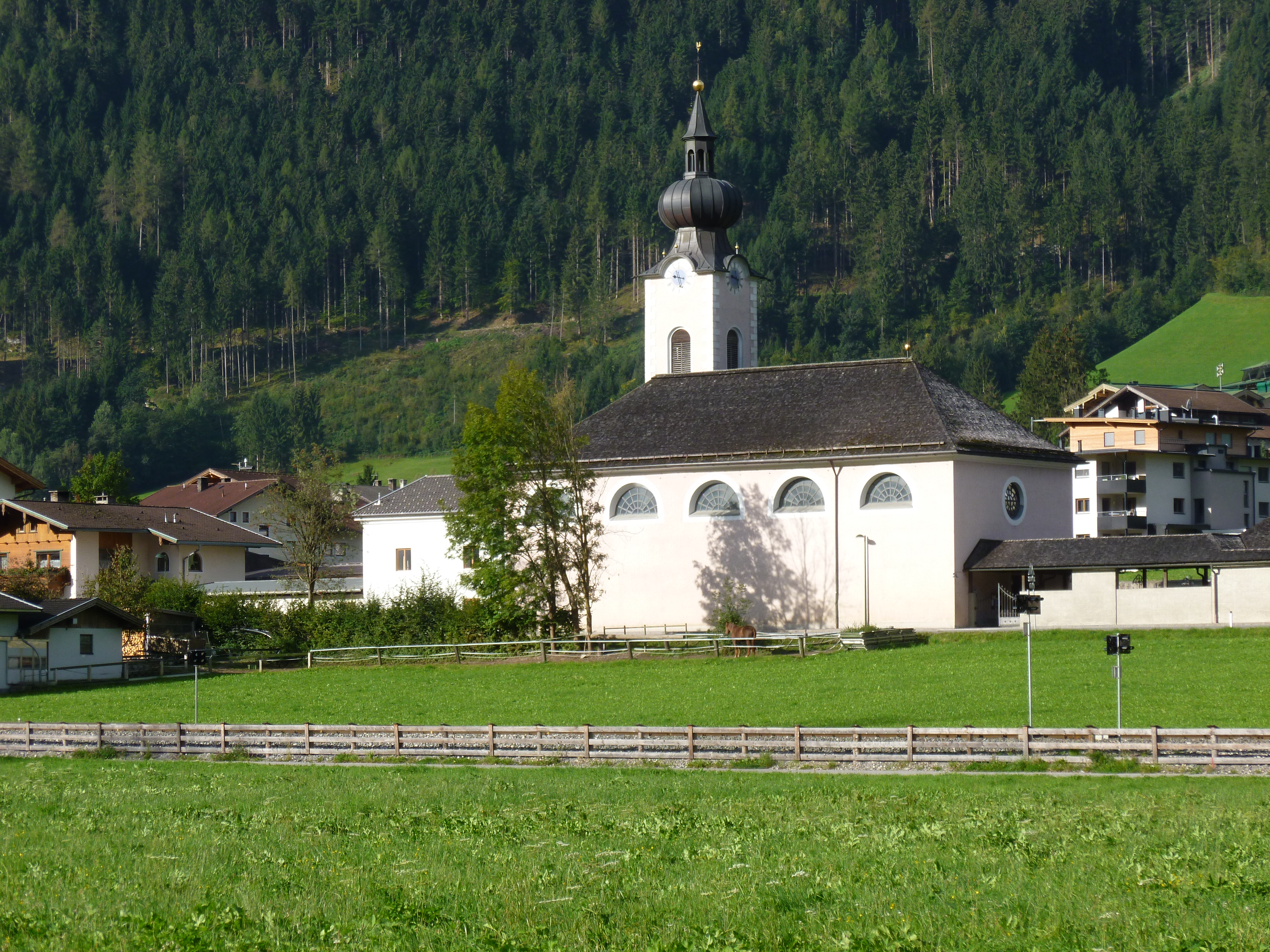
Kath. Pfarrkirche Maria vom Siege in Aschau im Zillertal

Die römisch-katholische Pfarrkirche Aschau im Zillertal steht in der Gemeinde Aschau im Zillertal im Bezirk Schwaz in Tirol. Sie ist dem Titel Maria vom Siege geweiht und gehört zum Dekanat Fügen-Jenbach in der Diözese Innsbruck. Die Kirche steht unter Denkmalschutz (Listeneintrag).

## Lagebeschreibung
Die Pfarrkirche steht in Nord-Süd-Orientierung an der Hauptstraße im Ortszentrum von Aschau im Zillertal. Westlich schließt der Friedhof an, im Süden ist das Widum direkt an die Kirche angebaut.

## Geschichte
Da Aschau keine Kirche hatte und die Gläubigen zu den Gottesdiensten nach Fügen oder Ried mussten, kam im 19. Jahrhundert der Wunsch nach einer eigenen Kirche auf. Fürstbischof Bernhard Galura stiftete für den Bau einen Betrag von 5000 Gulden. Von 1848 bis 1849 wurde die Kirche errichtet, die Bauplanung erfolgte vermutlich durch die staatlichen Behörden. Bereits am 28. Oktober 1848 konnte in dem Neubau der erste Gottesdienst gefeiert werden, die Konsekration erfolgte am 12. Juli 1850. Die Kirche hatte zunächst nur einen Dachreiter, von 1905 bis 1910 wurde der Turm errichtet. 1962/1963 wurde das Langhaus nach einem Entwurf von Hermann Retter um zwei Joche verlängert.
1851 wurde Aschau Expositur von Fügen, 1854 Kuratie und 1891 zur Pfarre erhoben.

## Kirchenbau
Kirchenäußeres

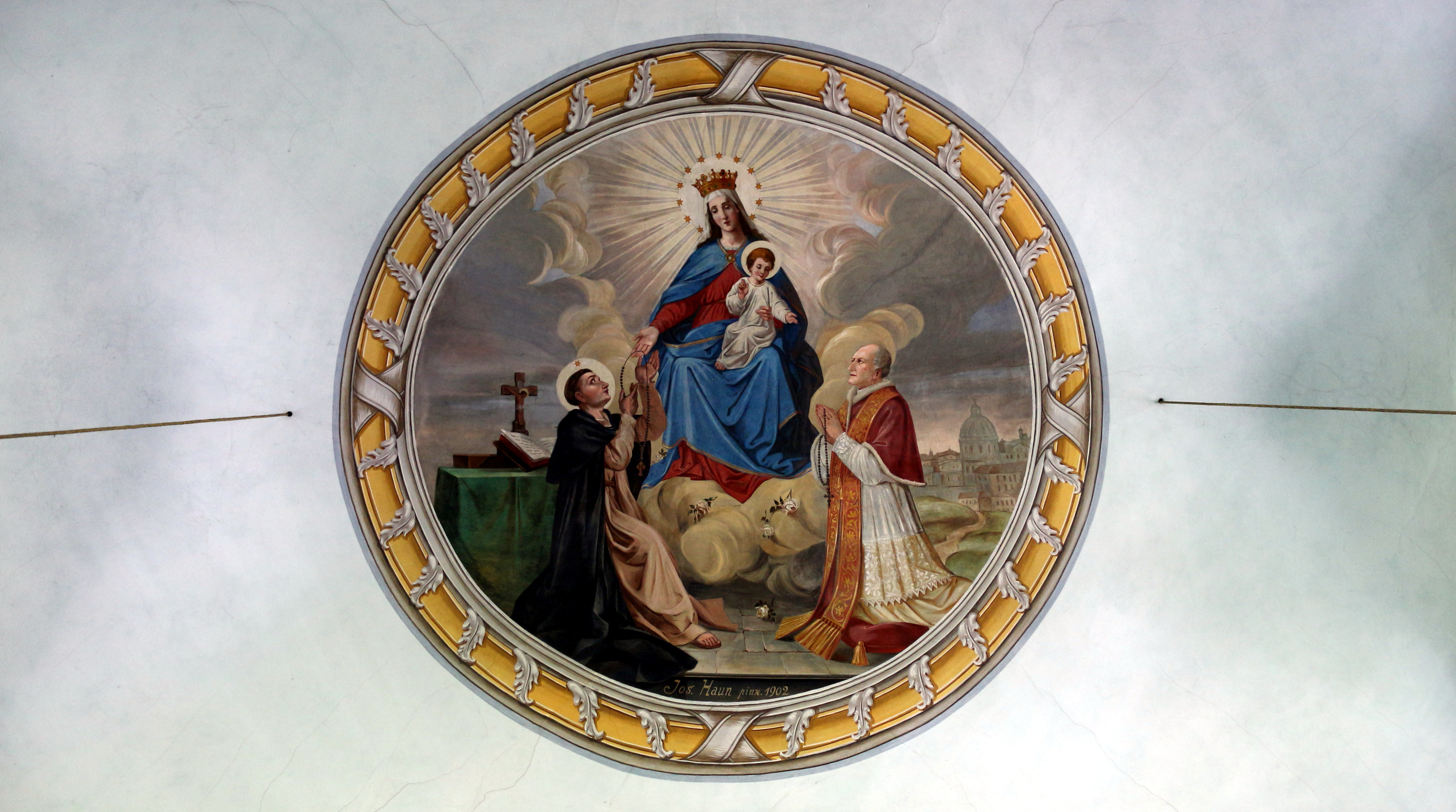
Das Deckenfresko Rosenkranzspende, gemalt von Josef Haun

Die Kirche ist ein schlichter einschiffiger spätklassizistischer Saalbau mit einem schindelgedeckten Sattelwalmdach. Das Langhaus und der gerade abschließende Chor bilden einen einheitlichen Baukörper. Im Süden ist der Pfarrhof angebaut, an der Westseite steht der Turm mit Zwiebelhaube, an der Nordseite schließt ein modernes Vordach an. Die Fassaden sind mit Putzfaschenrahmen an den Fenstern und Quadrierungen am Turm gegliedert. An der Nordseite befindet sich ein Rundfenster, an den Langhausseiten mehrere nebeneinander angeordnete Lünettenfenster.
Kircheninneres
Das dreijochige Langhaus ist mit Flachkuppeln versehen. Der durch einen weit eingezogene Triumphbogen abgetrennte quadratische Chor ist ebenfalls flachkuppelgewölbt. Die Wände sind durch Wandpfeiler gegliedert. Darüber ist ein durchlaufendes Gebälk. Im Kirchenraum sind Fresken gemalt. Im Chor befindet sich die Darstellung „Kreuzerhöhung“ von Johann Endfelder aus dem Jahr 1850, im Kirchenschiff ist das Herz Jesu dargestellt, sowie die „Rosenkranzspende“ von Josef Haun aus dem Jahr 1902. An den Wänden des Langhauses sind Fresken, die die „Heimsuchung“, die „Geburt Jesu“, die „Darbringung im Tempel“ und den „zwölfjährigen Jesus im Tempel“ darstellen. Sie wurden 1850 von Josef Arnold dem Älteren gemalt.

## Ausstattung

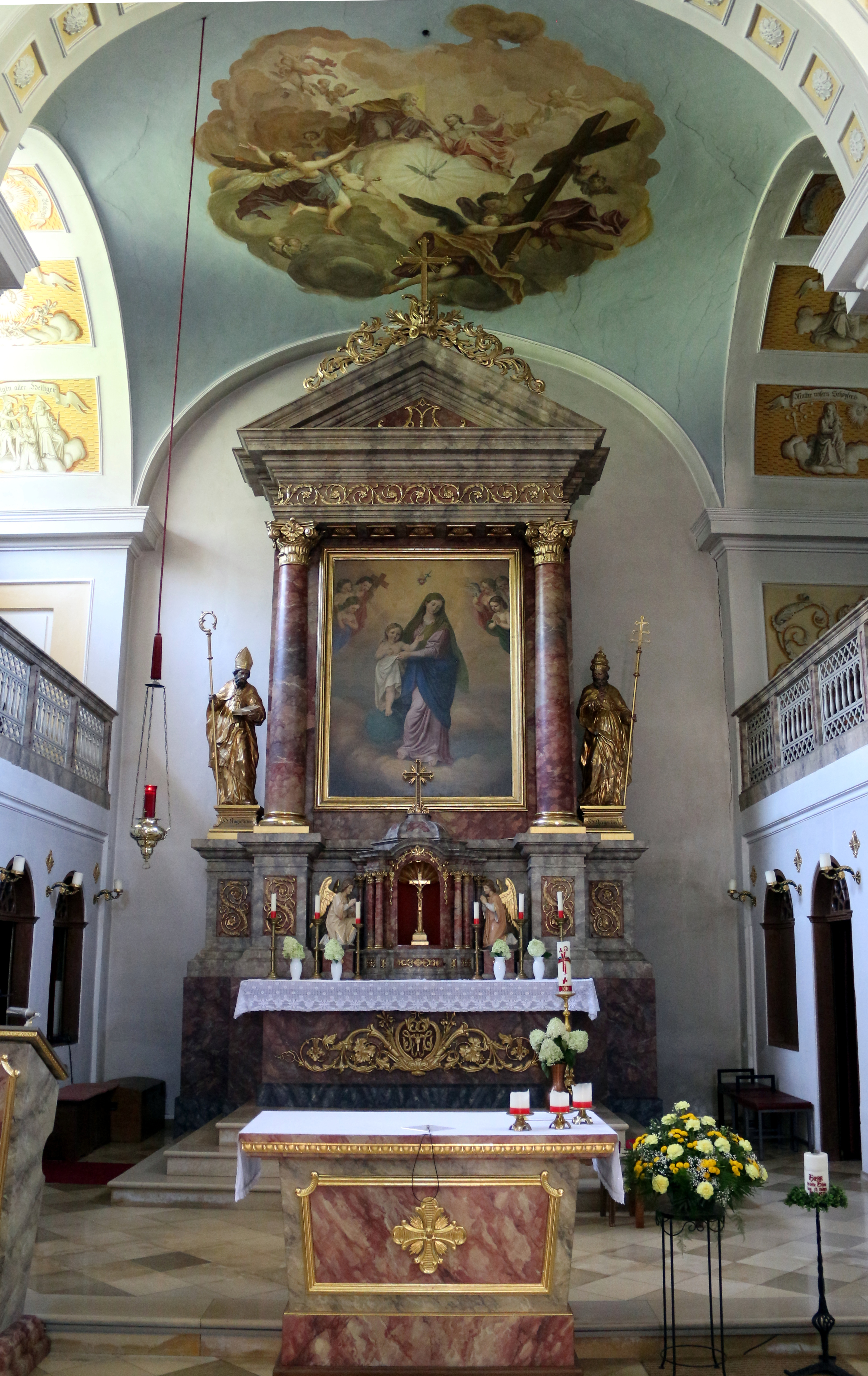
Chor mit Hochaltar

Der Hochaltar ist klassizistisch. Das Altarbild zeigt „Maria vom Siege“, gemalt von Johann Mader im Jahr 1848. Das Bild wird von Statuen des heiligen Gregor und des heiligen Augustinus vom Ende des 18. Jahrhunderts flankiert. Die Seitenaltäre sind ebenfalls klassizistisch. Das rechte Seitenaltar zeigt die heilige Maria Magdalena, das linke Bild zeigt den heiligen Aloysius. Sie wurden um 1870 von Caspar Jele gemalt. Das Kruzifix an der westlichen Langhauswand wurde urkundlich von Johann Baptist Pendl im 19. Jahrhundert geschaffen. Die Kanzel mit Engelsdarstellungen entstand Ende des 18. Jahrhunderts.